# 醒侨华文小学
双溪六甲醒侨华文小学（简称SJK (C) Seng Keow）是马来西亚威中县甘榜不打马（双溪六甲村）的一所华文小学，于1938年成立。

## 历史
醒侨学校于1938年由一群关心当地农民子弟教育的先贤黄志忠、林春有、陈亚伍、许木枝、黄水头、连成发、方兴明、黄亚义、洪亚豪、林连登及钟醒民等人发动全村人联合筹办而成，校地则来自于当地一位热心教育的园主的园地内。醒侨学校在创办初期由钟醒民先生出任校长兼教职，当时学生只有10多位，教育也不普遍，部分家长也不重视其子女的教育，当时全村人口也只有百余人。由于人口少，学生不多，学校初期由一间亚答屋顶及木板搭建，面积约48尺x22尺。
钟醒民校长后来退位，并由庄清吉先生接任，过后的校长为王克佳和许培链。到了1946年许培链校长弃教从商，学校董事会另聘请陈向荣先生成为校长，学生人数也日渐增加。1965年时陈向荣校长告老退休，1965年正月二日李素枝老师代任校长，这时学生已达70名左右，教职员连校长共三位全由教育局委派，学生也只能修读到四年级。四年级后学生可选择休业或转校到临近的峇东埔励侨学校继续修完五、六年级的课程，才算小学毕业。
醒侨学校在漫长岁月的侵蚀下，年久失修变得破陋。槟城州教育局因此以学校校舍不安全及不卫生，以及教学设备不齐全为理由，在1969年向董事部提议停办学校。董事会接获教育局的停办献议后，召集全村村民召开紧急大会，共策商以保醒侨学校能继续开办。会议议决推选年轻一辈出来重组学校董事会，最终选出几位年轻人洪汉泉、李明松、李海成等人领导新董事会，并发起筹款修建校舍，装置自来水，搭建厕所，添购桌椅等。这是创校30年以来第一次修建校舍，董事会也委派代表向槟城州教育局呈请，最终获得保留。
醒侨学校重组董事会的历任董事如下有林春有、黄志忠、郑明利、江清辉、李春耀、李福贵、陈合源、罗松江等人。新董事会在洪汉泉先生任主席的领导下获得提升，并成立了筹备学校基金，全村人以月捐一至五元的方式自由捐款，每年可筹到约九百元充作发展学校基金。
到了1975年，董事会因人口日增、临近区不断发展，同时学校设施简陋，议决筹组扩建学校委员会，并在1975年8月16日正式成立建委会，由罗永花先生出任主席。建委会在罗永花领导下，积极展开各项工作，如成立小组，起草建委会奖励简章，发动组织储蓄捐款基金委员会，每位参加者其储蓄捐款以备将来建校舍时之捐款。在1974年1月1日成立至新校舍建成为止，由陈合源担任首届主席。他也委派小组代表会见校地园主接洽有关校地问题，因为学校建设在私人地，虽然1938年时获得园主的同意，但只是口头上答应，也没有签立任何文件表示将校地献给学校或割地卖给学校。
建委会主席罗永花在1975年12月28日为三郎结婚喜庆将全部贺金筹足两千元扩充建校基金。接下来，本村村民凡是办喜事都或多或少也献捐支持建校基金，连丧事都有为建校节约丧费献捐基金。